# 10674 de Elía
10674 de Elía eller 1978 VT10 är en asteroid i huvudbältet som upptäcktes den 7 november 1978 av de båda amerikanska astronomerna Eleanor F. Helin och Schelte J. Bus vid Palomarobservatoriet. Den är uppkallad efter den argentinske astronomen Gonzalo Carlos de Elía.
Asteroiden har en diameter på ungefär 7 kilometer.